# Vận tốc cuối

Lực kéo của trọng lực (F_{g}) bằng lực cản của chất lưu (F_{d}) cộng với sức nổi. Tổng lực trên đối tượng bằng không, và kết quả là vận tốc của đối tượng được duy trì liên tục.

Vận tốc cuối là vận tốc cao nhất có thể đạt bởi một đối tượng khi nó rơi qua chất lưu (không khí là ví dụ phổ biến nhất). Nó xảy ra khi tổng các lực cản (Fd) và sức nổi bằng với lực kéo xuống của trọng lực (FG) tác động lên đối tượng. Do tổng các lực tác dụng lên đối tượng là không, gia tốc của đối tượng cũng bằng không.
Trong động lực học chất lưu, một đối tượng di chuyển ở vận tốc cuối khi tốc độ của nó không thay đổi do lực cản tác dụng bởi chất lỏng qua đó nó đang di chuyển.
Như tốc độ của một đối tượng tăng lên, cũng như cản tác động vào nó, phụ thuộc vào chất nó đi qua (ví dụ không khí hoặc nước). Tại một số tốc độ, sức cản hoặc lực cản sẽ bằng sức kéo của trọng lực lên đối tượng (sức nổi được xem xét dưới). Tại thời điểm này đối tượng giảm gia tốc và tiếp tục rơi xuống với tốc độ không đổi được gọi là vận tốc cuối (cũng được gọi là vận tốc quyết định). Một vật thể di chuyển xuống nhanh hơn so với vận tốc cuối (ví dụ, bởi vì nó đã bị ném xuống dưới, rơi từ một phần mỏng hơn của bầu khí quyển, hoặc nó đã thay đổi hình dạng) sẽ bị làm chậm cho đến khi nó đạt đến vận tốc cuối. Lực kéo phụ thuộc vào diện tích chiếu, ở đây, là mặt cắt ngang của đối tượng hay bóng của nó trên một mặt phẳng ngang. Một đối tượng với một diện tích chiếu là lớn so với khối lượng của nó, chẳng hạn như một cái dù, có một vận tốc cuối nhỏ hơn so với một vật có tỉ lệ diện tích chiếu trên khối lượng nhỏ, chẳng hạn như một viên đạn.